# Schleusegrund
Schleusegrund é um município da Alemanha localizado no distrito de Hildburghausen, estado da Turíngia.